# Sari Hanafi
Sari Hanafi, né le 4 mai 1962, est un sociologue franco-palestinien. 
Il obtient son diplôme d'ingénieur civil de l'université de Damas en 1984, puis un diplôme de sociologie de la même université. Il obtient ensuite le DEA Sciences et techniques dans l'histoire, la culture et l'organisation des sociétés de l'université de Strasbourg pour sa thèse intitulée La formation des ingénieurs en Syrie et son adaptation aux besoins de la société. Il obtient ensuite un doctorat, avec une mention Très honorable, en sociologie de l'École des hautes études en sciences sociales de Paris pour sa thèse Les ingénieurs en Syrie. Modernisation, technobureaucratie et identité. Il a travaillé pour le CNRS de 1991 à 1994.
Hanafi est l'actuel président (2018-2022) de l'Association internationale de Sociologie (ISA) et a été le directeur du Palestinian Refugee and Diaspora Centre à Ramallah ainsi que chercheur au Centre d’études et de documentation économique juridique et sociale au Caire (CEDEJ) et chercheur à l’Université Al-Qods.
Il est aujourd'hui professeur ("associate professor") de sociologie à l'université américaine de Beyrouth. 

## Publications
- (ar) L'avenir des sciences sociales dans le monde arabe, édité et présenté par: Sari Hanafi, Nouria Benghabrit-Remaoun et Mustapha Mejahdi, Centre d'études de l'union arabe, Centre national de recherche en anthropologie sociale et culturelle et l'Association arabe de sociologie, 2015, 493 p.
- En collaboration avec Are Knudsen, Palestinian Refugees : Identity, Space and Place in the Levant, Routledge, 2011
- Hanafi S. (Ed.) State of Exception and Resistance in The Arab World. Beirut: Center for Arab Unity Studies. 310 p. 2010
- Adi Ophir, Michal Givoni et S. Hanafi (Eds.) 2009. The Power of Inclusive Exclusion: Anatomy of Israeli Rule in the Occupied Palestinian Territories. New York: Zone Books.
- Hanafi S. (Ed.) Crossing borders, shifting boundaries: Palestinian Dilemmas. American University in Cairo Press. 2008 (in English & In Arabic: Crossing borders, shifting boundaries: Sociology of the Palestinian Return. Beirut: Center of Arab Unity Studies. 2008.
- Eyal Benvenisti, Chaim Gans, Sari Hanafi (Ed.) Israel and the Palestinian Refugees. Berlin: Springer and Max-Planck Institute. 510p. 2007
- (with Linda Tabar) Donors, International organizations, local NGOs. Emergence of the Palestinian Globalized Elite. Washington: Palestinian Studies Institute and Ramallah: Muwatin. [Abstract] [Résumé en français] [Order: by Amazon] [Review in Middle East Windows] [Review in Hebrew] [Review in Hebrew Translated into English]
- in Arabic: 2006, Ramallah: Muwatin and Institute for Jerusalem Studies.400 p. [Abstract in Arabic] [Interview in Al-Jazira TV: alkitab kheir Jalis (Arabic)]
- Pouvoir et associations dans le monde arabe, avec la collaboration de Sarah Ben Néfissa CNRS, 2002
- Donors, International organizations and Local NGOs. Avec la collaboration de Linda Taber, 2005
- The Emergence of Palestinian Globalized Elite (London 2000 & Ramallah, MUWATIN, 2002).
- ONG et gouvernance dans le monde arabe avec la collaboration de Sarah Ben néfissa et Carlos Milani, 2004
- Hona wa honaq : nahwa tahlil lil ‘alaqa bin al-shatat al-falastini wa al markaz (Here and There: Towards an Analysis of the Relationship between the Palestinian Diaspora and the Center), Ramallah : Muwatin,  Jerusalem : Institute of Jerusalem Studies 2001
- Business Directory of Palestinian in the Diaspora, 1998
- La Syrie des ingénieurs. Perspective comparée avec l'Égypte, 1997
- Entre Deux Mondes. Les hommes d’affaires palestiniens et la construction de l’entité palestinienne, Caire : CEDEJ, 1997
- Bayna ‘alamayn. Rijal al-a’mal al falastiniyyin fi al-shatat wa bina al qayan al falastini (Between Two Worlds: Palestinian Businessmen in the Diaspora and the Construction of a Palestinian Entity) 1996